# Klaas-Jan Huntelaar
Dirk Jan Klaas „Klaas-Jan“ Huntelaar [ˈɦʏn.tə.ˌlaːr] (* 12. August 1983 in Voor-Drempt, heute zu Bronckhorst, Niederlande) ist ein niederländischer Fußballspieler. Der Stürmer, dessen Spitzname The Hunter (deutsch der Jäger) ist, absolvierte 76 A-Länderspiele für die Niederlande.

## Aktive Karriere

### Vereine

#### Zeit in den Niederlanden

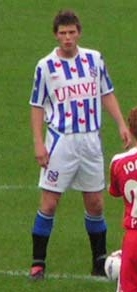
Huntelaar im Trikot des SC Heerenveen

Klaas-Jan Huntelaar wurde im Jahr 1983 in Voor-Drempt in der Region Achterhoek geboren. Im Alter von sechs Wochen zogen seine Eltern mit ihm ins nahegelegene Hummelo. Huntelaar begann seine Karriere 1988 in der Jugend beim VV Hummelo en Keppel. Von dort wechselte er 1994 zur VBV De Graafschap Doetinchem. Seit 2000 spielte er in der Jugend der PSV Eindhoven. Von dort wechselte er in der Saison 2002/03 in den Kader der Profi-Mannschaft. Im Januar 2003 wurde er aufgrund zu geringer Perspektiven für Einsätze in der ersten Elf an VBV De Graafschap Doetinchem ausgeliehen, wo er mit neun Einsätzen ohne Treffer keinen bleibenden Eindruck hinterließ. Nach nur sechs Monaten wurde er daher an AGOVV Apeldoorn weiterverliehen. Dort wurde er mit 26 Treffern Torschützenkönig der Eersten Divisie. Nachdem er im Juni 2004 zunächst zur PSV zurückgekehrt war, wechselte er zum SC Heerenveen. Dort trug er in der Saison 2004/05 mit 17 Treffern maßgeblich zur UEFA-Pokal-Qualifikation des Clubs bei. Nachdem Huntelaar in der Hinrunde der Saison 2005/06 17 Tore in 15 Spielen gelungen waren, verpflichtete ihn Ajax Amsterdam in der darauffolgenden Winterpause für rund zehn Millionen Euro. Im letzten Spiel für Heerenveen hatte Huntelaar mit einem Tor zum 4:2-Sieg über Ajax beigetragen. Insgesamt erzielte er in der Saison 2005/06 33 Tore in 31 Spielen und wurde damit Torschützenkönig der niederländischen Ehrendivision. Diesen Erfolg konnte er in der Saison 2007/08 wiederholen, als er in 34 Spielen 33 Tore erzielte. Am 6. April 2008 erzielte er mit einem Hattrick beim 4:1-Sieg über De Graafschap seinen 100. Treffer in der Ehrendivision.

#### Real Madrid

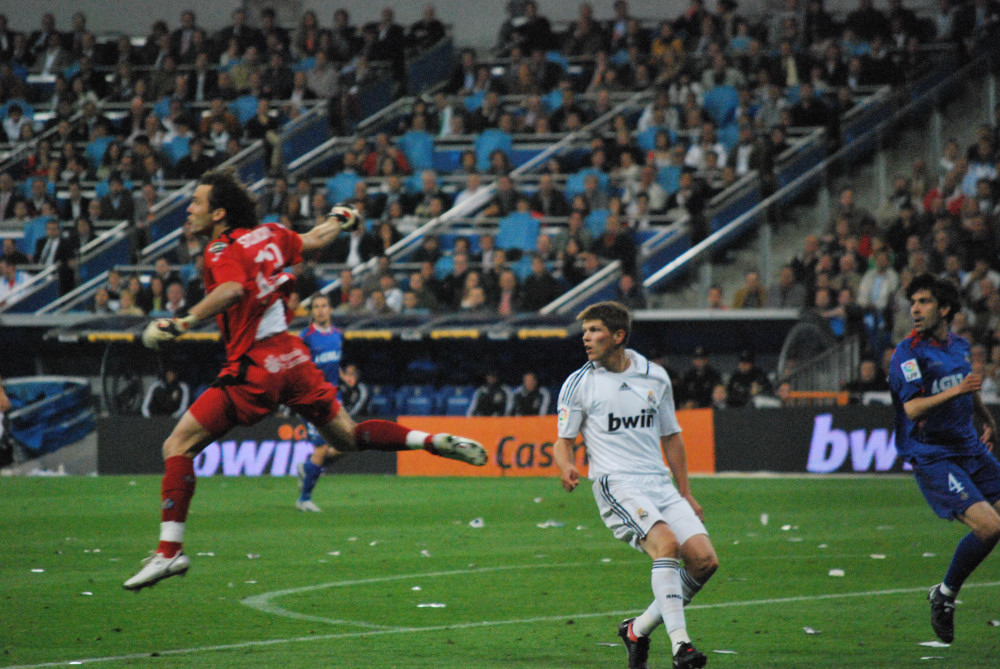
Huntelaar im Trikot von Real Madrid (2009)

Anfang 2009 wechselte Huntelaar zum spanischen Meister Real Madrid. Damit reagierte Real auf eine schwere Verletzung von Huntelaars Landsmann Ruud van Nistelrooy. Die Ablösesumme belief sich auf rund 27 Millionen Euro. Der zum damaligen Zeitpunkt 25 Jahre alte niederländische Nationalspieler erhielt einen Vertrag über viereinhalb Jahre bis 2013 und ein Jahresgehalt von rund vier Millionen Euro. Das Engagement in Madrid begann für Huntelaar unglücklich. Zusammen mit Lassana Diarra war er einer von zwei Winter-Neuzugängen, die in der laufenden Saison bereits Europacupspiele für ihre vorherigen Vereine bestritten hatten. Aufgrund eines UEFA-Statuts durfte nur einer der beiden für die laufende Champions-League-Saison nachnominiert werden. Die Verantwortlichen in Madrid hatten dies übersehen, ein Antrag auf Zulassung beider Spieler wurde abgelehnt. Der damalige Real-Coach Juande Ramos entschied sich daraufhin für Diarra, da er auf dessen Position im defensiven Mittelfeld mehr Handlungsbedarf sah als im Sturm. Der erhoffte Stammplatz wurde damit gleich zu Beginn erheblich erschwert. Nach insgesamt fünf Kurzeinsätzen ohne Torerfolg gelang Huntelaar am 15. Februar 2009 gegen Sporting Gijón sein erster Treffer. Es folgte eine erfolgreiche Phase mit insgesamt acht Treffern in sechs Spielen, von denen er fünf über die vollen 90 Minuten bestritt. Gegen Ende der Saison stand Huntelaar zwar regelmäßig in der Startformation, wurde jedoch häufig früh ausgewechselt und blieb neun Spiele in Folge ohne Torerfolg.

#### AC Mailand
Huntelaar wechselte in der Sommerpause 2009 zur AC Mailand, nachdem Reals neuer Trainer Manuel Pellegrini erklärt hatte, nicht mit ihm zu planen. Auch in Mailand war ihm kein glücklicher Einstand vergönnt. Den ersten Spieltag der Serie A verpasste Huntelaar aufgrund einer Gelb-Roten Karte, die er im letzten Saisonspiel in Spanien erhalten hatte. Im zweiten Spiel gegen den Stadtrivalen Inter Mailand musste er dann auf der Bank Platz nehmen, da Trainer Leonardo die Elf nach einem erfolgreichen Auftakt, einem Sieg bei der AC Siena, nicht verändern wollte. In der Folge kam Huntelaar neben einigen Einwechslungen auch zu mehreren Einsätzen in der Startformation, sein erstes Spiel über 90 Minuten bestritt er jedoch erst am 24. Spieltag. Mit sieben Treffern in 25 Spielen blieb seine Torausbeute gering. Wie schon in Madrid wurde Huntelaar Leidtragender einer ungeduldigen Vereinsspitze und äußerst unsteter Transferpolitik. Auch in Mailand wurde am Saisonende der Trainer ausgetauscht und Clubbesitzer Silvio Berlusconi setzte sich persönlich für die Verpflichtung neuer Stürmerstars wie Zlatan Ibrahimović und Robinho ein.

#### FC Schalke 04

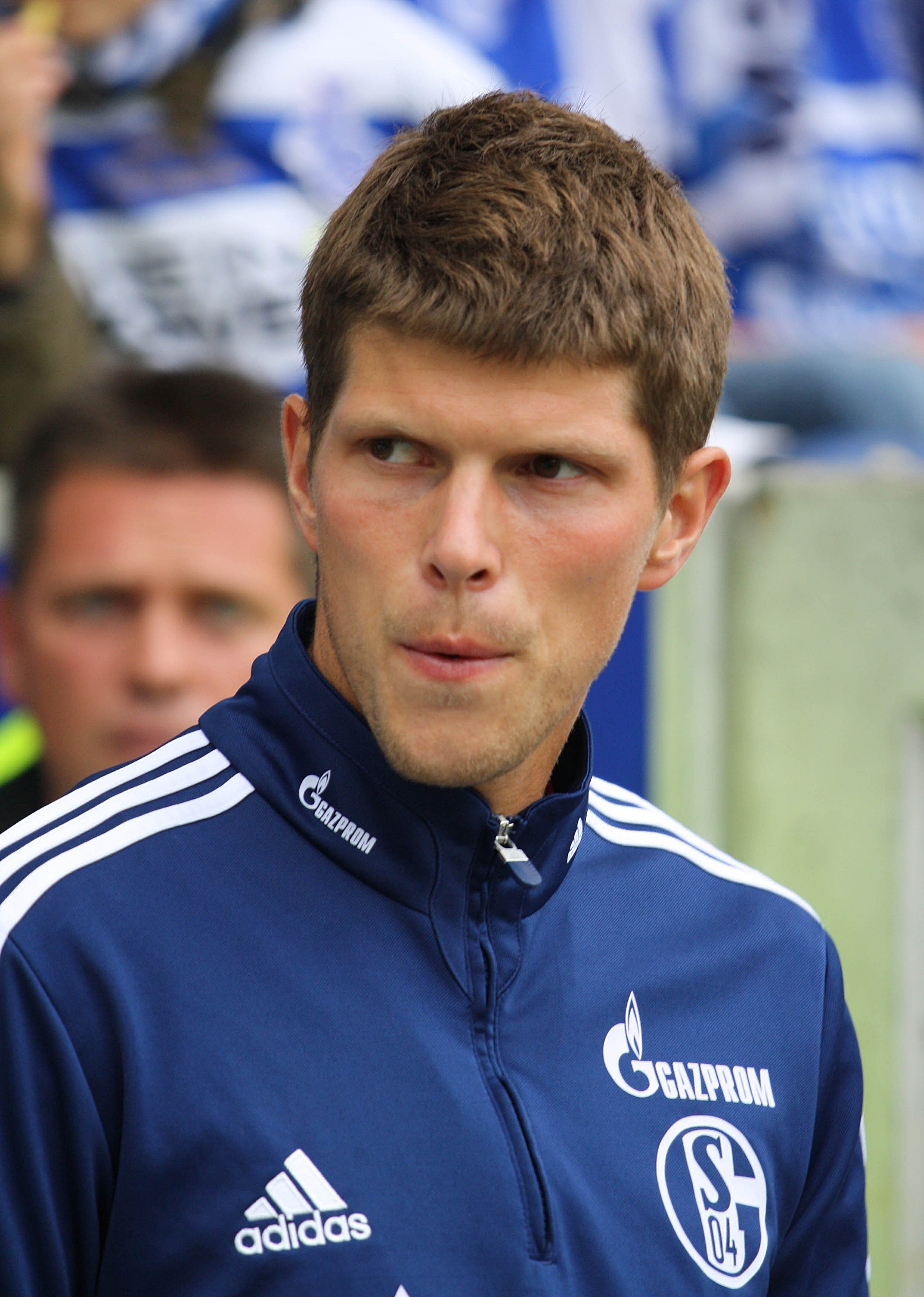
Huntelaar beim FC Schalke 04 (2011)

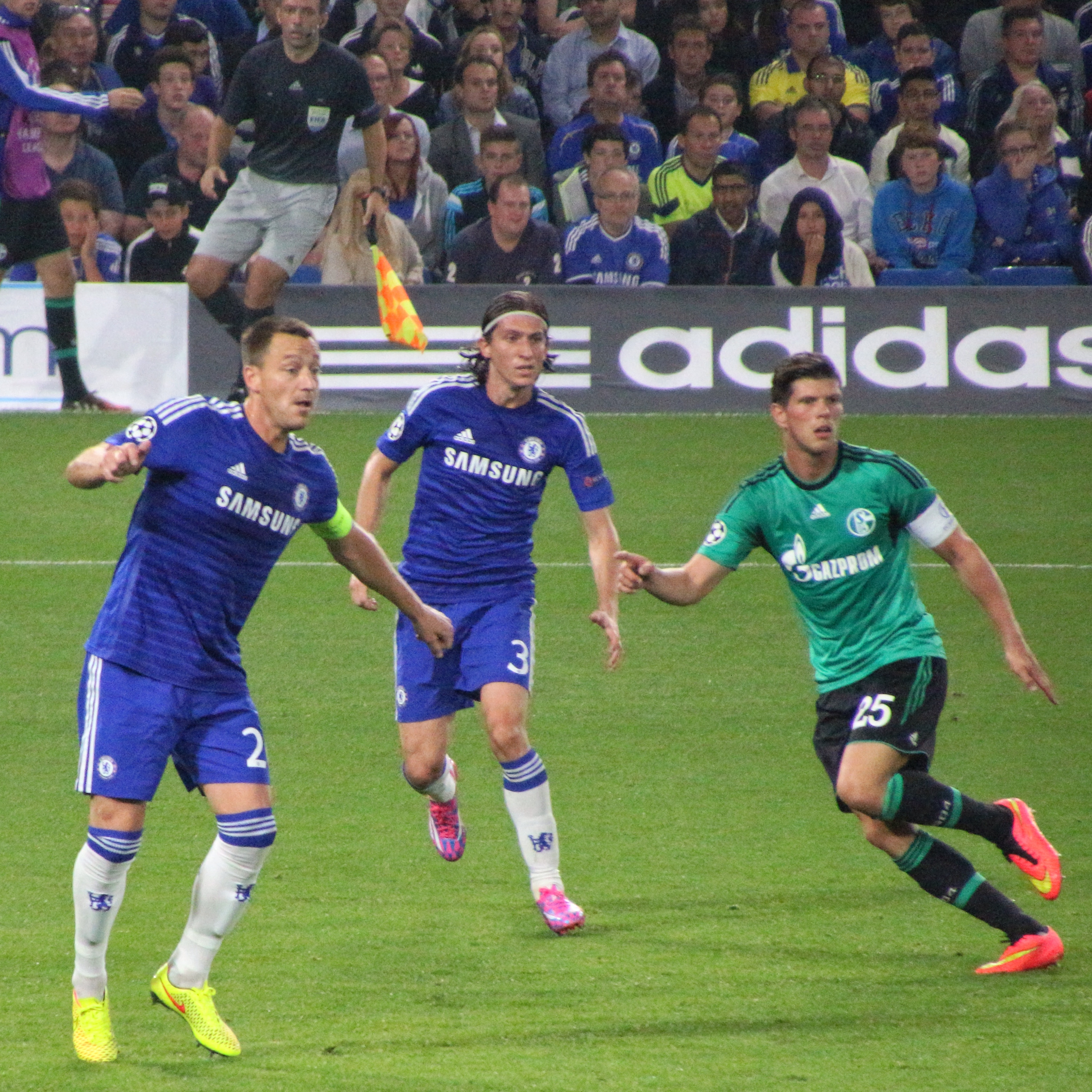
Huntelaar neben John Terry und Filipe Luís (von links) während eines UEFA-Champions-League-Spiels 2014

Daher wechselte Huntelaar vorzeitig zum FC Schalke 04, bei dem er einen Dreijahresvertrag unterschrieb. Am 10. September 2010 absolvierte er bei der 0:2-Auswärtsniederlage bei der TSG 1899 Hoffenheim sein erstes Spiel für den FC Schalke 04. Am 19. September 2010 traf er im Revierderby das erste Mal für Schalke zum 1:3 gegen Borussia Dortmund, drei Tage später erzielte er den Siegtreffer zum 2:1 beim SC Freiburg. In seinen ersten sechs Ligaspielen für Schalke erzielte Huntelaar fünf Tore, dazu erzielte er einen Treffer im Champions-League-Spiel gegen Benfica Lissabon. Im DFB-Pokalfinale markierte er beim 5:0 gegen den MSV Duisburg zwei Treffer. Am Saisonende der Spielzeit 2010/11 hatte er acht Bundesligatore erzielt.
Seinen ersten Bundesliga-Dreierpack erzielte er am 2. Spieltag der Saison 2011/12 beim 5:1 gegen den 1. FC Köln. Am 25. August 2011 gelangen ihm in der Europa-League-Qualifikation gegen HJK Helsinki, wie schon in der 1. Pokalrunde gegen den FC Teningen, vier Treffer. Am 8. April 2012 löste er mit seinem 43. Treffer Hermann Eppenhoff, der in der Spielzeit 1940/41 42 Tore in Pflichtspielen erzielt hatte, nach mehr als 70 Jahren als Saison-Rekordtorjäger der Schalker ab. In der Bundesliga wurde er mit 29 Treffern in der Saison 2011/12 als erster Niederländer Torschützenkönig und stellte den Schalker Rekord von Klaus Fischer aus der Saison 1975/76 ein. Darüber hinaus löste er Aílton und Grafite (jeweils 28) als beste ausländische Torschützen einer Bundesligasaison ab. Mit seinem zweiten Tor gegen Werder Bremen am letzten Spieltag der Saison erzielte Huntelaar sein insgesamt 48. Pflichtspieltor im 48. Pflichtspiel.
In der Hinrunde der Saison 2012/13 kam Huntelaar dagegen lediglich auf fünf Liga-Treffer. Verein und Spieler einigten sich in der Winterpause auf eine Vertragsverlängerung bis 2015. In der Rückrunde erzielte Huntelaar erneut nur fünf Bundesligatore, wobei er allerdings mit Verletzungsproblemen zu kämpfen hatte. Am Saisonende standen wettbewerbsübergreifend 16 Tore bei 35 Einsätzen zu Buche.
Die Saison 2013/2014 begann für Huntelaar am ersten Spieltag mit zwei Toren beim 3:3 gegen den Hamburger SV. Jedoch verletzte er sich bei der 0:4-Niederlage beim VfL Wolfsburg eine Woche später so schwer, dass er für den Rest der Hinrunde kein weiteres Spiel absolvieren konnte. Er kehrte schließlich am 18. Spieltag im Rückspiel gegen den HSV zurück und erzielte das 1:0 für Schalke, ohne in der Vorbereitung auch nur ein Testspiel absolviert zu haben. Er fand schnell zu alter Stärke zurück und erzielte in seinen ersten zwölf Spielen nach seiner Rückkehr neun Tore. Am Ende der Saison standen zwölf Tore und eine Torvorlage nach insgesamt 18 Ligaspielen zu Buche. Daneben erzielte er im DFB-Pokal und in der Champions League jeweils ein Tor.
Im Dezember 2014 wurde Huntelaars Vertrag bis zum 30. Juni 2017 verlängert. Im April 2017 kündigte Huntelaar an, dass er seinen zum Saisonende auslaufenden Vertrag nicht verlängern und den Verein zur neuen Saison verlassen wolle.

#### Rückkehr in die Niederlande
Zur Saison 2017/18 kehrte Huntelaar dank seines ausgelaufenen Vertrags ablösefrei in die Niederlande zurück und schloss sich erneut Ajax Amsterdam an. Am 1. Juni 2017 unterschrieb er beim Hauptstadtklub einen Einjahresvertrag. In der Folge wurde der Angreifer häufig berücksichtigt und kam auf 32 wettbewerbsübergreifende Partien, in denen ihm 13 Tore sowie acht Vorlagen gelangen; mit vier Punkten Rückstand auf die PSV Eindhoven wurde Ajax Vizemeister. Im Frühjahr 2019 erreichte er mit dem Verein das Halbfinale der Champions League und konnte mit ihm das nationale „Double“ aus Meisterschaft und Pokal gewinnen. Gemeinsam mit Donny van de Beek lag Huntelaar mit je 30 Punkten auf dem zweiten Rang der vereinsinternen Scorerliste. Mit 36 Jahren verlängerte der Stürmer seinen auslaufenden Vertrag im Anschluss an die aufgrund der COVID-19-Pandemie vorzeitig abgebrochene Spielzeit 2019/20, die Amsterdam auf dem 1. Tabellenrang ohne Meistertitel beendete, noch einmal um ein weiteres Jahr bis Juni 2021.

#### Rückkehr zum FC Schalke 04
Mitte Januar 2021 kehrte Huntelaar zum FC Schalke 04 zurück, der nach dem 16. Spieltag der Saison 2020/21 mit 7 Punkten auf dem letzten Platz stand und 5 Punkte Rückstand auf den Relegationsplatz hatte. Der 37-Jährige erhielt einen Vertrag bis zum Saisonende. Mit seinem Treffer am 3. April 2021 zur 2:1-Endstand bei der Niederlage gegen Bayer Leverkusen am 27. Spieltag avancierte Huntelaar zum ältesten Schalker Torschützen überhaupt (mit 37 Jahren und 234 Tagen vor Torhüter Oliver Reck). Huntelaar absolvierte 9 Bundesligaspiele, in denen er 2 Tore erzielte, und verließ den Verein am Saisonende, nachdem man in die 2. Bundesliga abgestiegen war.

#### HC '03
Im September 2021 kehrte er in seinen Geburtsort Drempt zurück und spielt für die VV HC 03, den Nachfolgeverein seines Jugend-Vereines VV Hummelo en Keppel, in dem auch seine Brüder und ein Cousin spielen.

### Nationalmannschaft

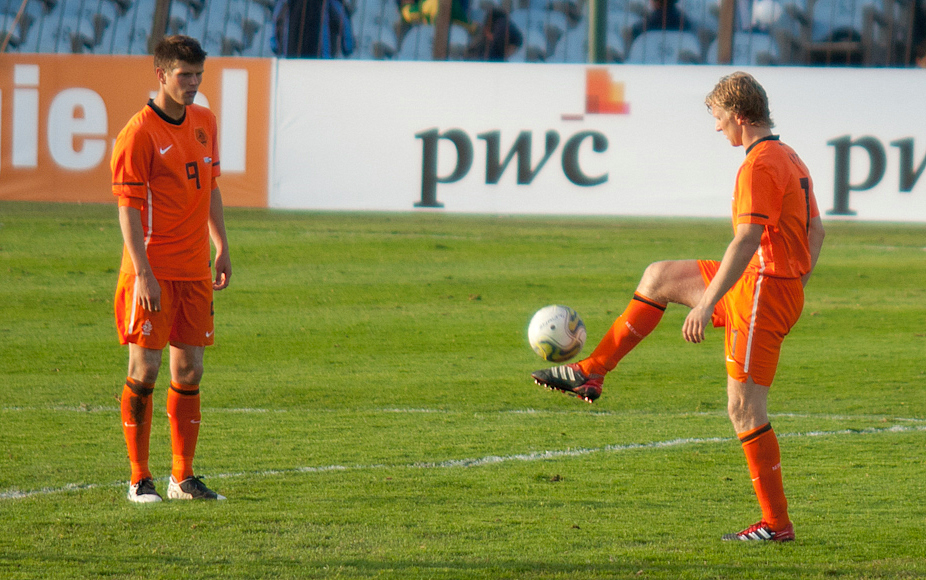
Huntelaar und Dirk Kuyt (rechts) (2011)

2006 wurde er mit der U-21-Auswahl der Niederlande Europameister.
Am 16. August 2006 gab er gegen Irland (4:0) sein Debüt in der A-Nationalmannschaft und schoss gleich zwei Tore. Bei der EM 2008 gehört er zum Kader der Elftal. Einen Einsatz hatte er im Spiel gegen Rumänien, in dem er ein Tor erzielte und eine Vorlage gab. 2010 berief ihn Trainer Bert van Marwijk in den Kader für die Weltmeisterschaft in Südafrika, wo er vier Einsätze und ein Tor im Spiel gegen Kamerun verzeichnen konnte.

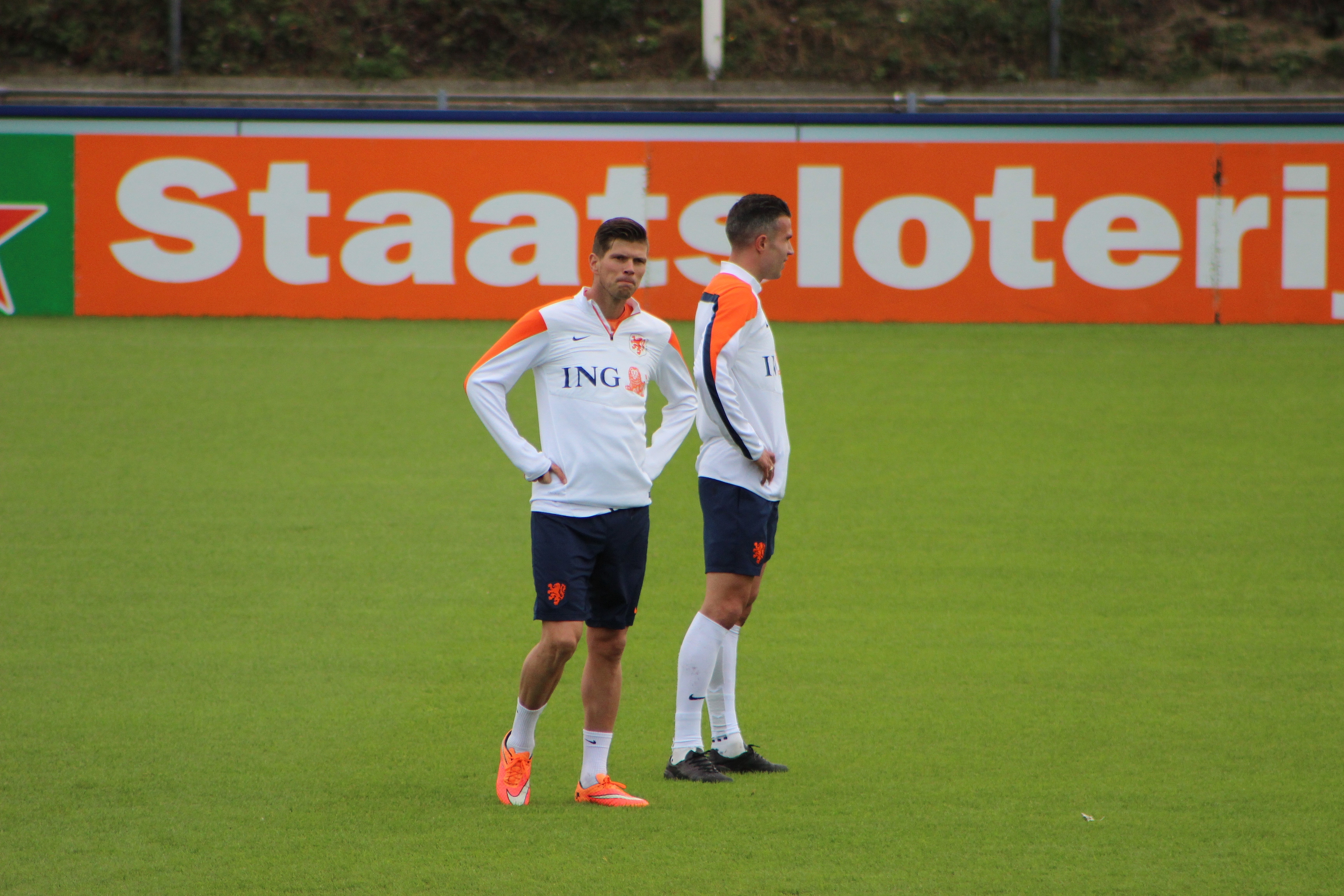
Huntelaar (links) neben Robin van Persie während eines Trainings der Nationalmannschaft (2014)

In seinem ersten Einsatz nach der Weltmeisterschaft erzielte er beim 5:0-Auswärtssieg in der EM-Qualifikation gegen San Marino seinen ersten Hattrick in Oranje, er erzielte das 2:0 vor der Halbzeitpause sowie die Tore zum 3:0 und 4:0 nach dem Seitenwechsel. Am 12. Oktober 2010 gelang ihm erneut in einem EM-Qualifikationsspiel – ebenso wie Ibrahim Afellay – ein „Doppelpack“ beim 4:1-Sieg gegen Schweden, womit er seine Torausbeute auf acht Treffer in den ersten vier Pflichtländerspielen der Saison 2010/11 erhöhte. Mit insgesamt 12 Treffern in 8 Spielen war Huntelaar erfolgreichster Torschütze in der Qualifikation für die Europameisterschaft 2012. Seinen 50. Länderspieleinsatz hatte er am 29. Februar 2012 beim 3:2-Sieg im Wembley-Stadion gegen England. Er wurde nach der Pause eingewechselt und erzielte in der 58. Minute mit dem Kopfballtreffer zum 0:2 sein 31. Länderspieltor. Dabei stieß er mit Abwehrspieler Chris Smalling zusammen; beide waren kurze Zeit benommen und wurden nach wenigen Minuten Spielunterbrechung in der 63. Minute ausgewechselt.
Bondscoach Louis van Gaal berief Huntelaar in den endgültigen Kader der niederländischen Nationalmannschaft für die Weltmeisterschaft 2014 in Brasilien. In der Vorrunde spielte Huntelaar allerdings keine Rolle in den Überlegungen van Gaals und blieb ohne Einsatz. Wurde er schon von den Medien zum WM-Statisten degradiert oder als WM-Tourist bezeichnet, war er im Achtelfinalspiel gegen Mexiko der Matchwinner. Er wurde in der 82. Minute für Robin van Persie eingewechselt und bereitete sechs Minuten später das zwischenzeitliche 1:1 von Wesley Sneijder vor. In der vierten Minute der Nachspielzeit erzielte er den 2:1-Siegtreffer per Elfmeter.

## Nach der aktiven Karriere
Knapp zehn Monate nach seinem letzten Pflichtspiel als aktiver Spieler für den FC Schalke 04 begann Huntelaar im März 2022 seinen Job im Management des niederländischen Rekordmeisters Ajax Amsterdam. In seiner Rolle unterstützt er den Technischen Leiter Gerry Hamstra. Nebenbei arbeitet Huntelaar an seinem Trainerschein.

## Spielweise
Huntelaar ist klassischer Strafraumstürmer. Louis van Gaal bezeichnete ihn als „besten Strafraumspieler der Welt“. Er geht weite Wege, weicht auch auf die Flügel aus und verrichtet sogar Defensivarbeit. Er gilt als technisch guter Mittelstürmer, ist sehr geschickt bei der Ballbehandlung mit der Hacke und hat ein starkes Kopfballspiel.

## Erfolge/Titel
Als Nationalspieler 
- U21-Europameister: 2006
- Vize-Weltmeister: 2010
- Weltmeisterschafts-Dritter: 2014

 Mit dem Verein 

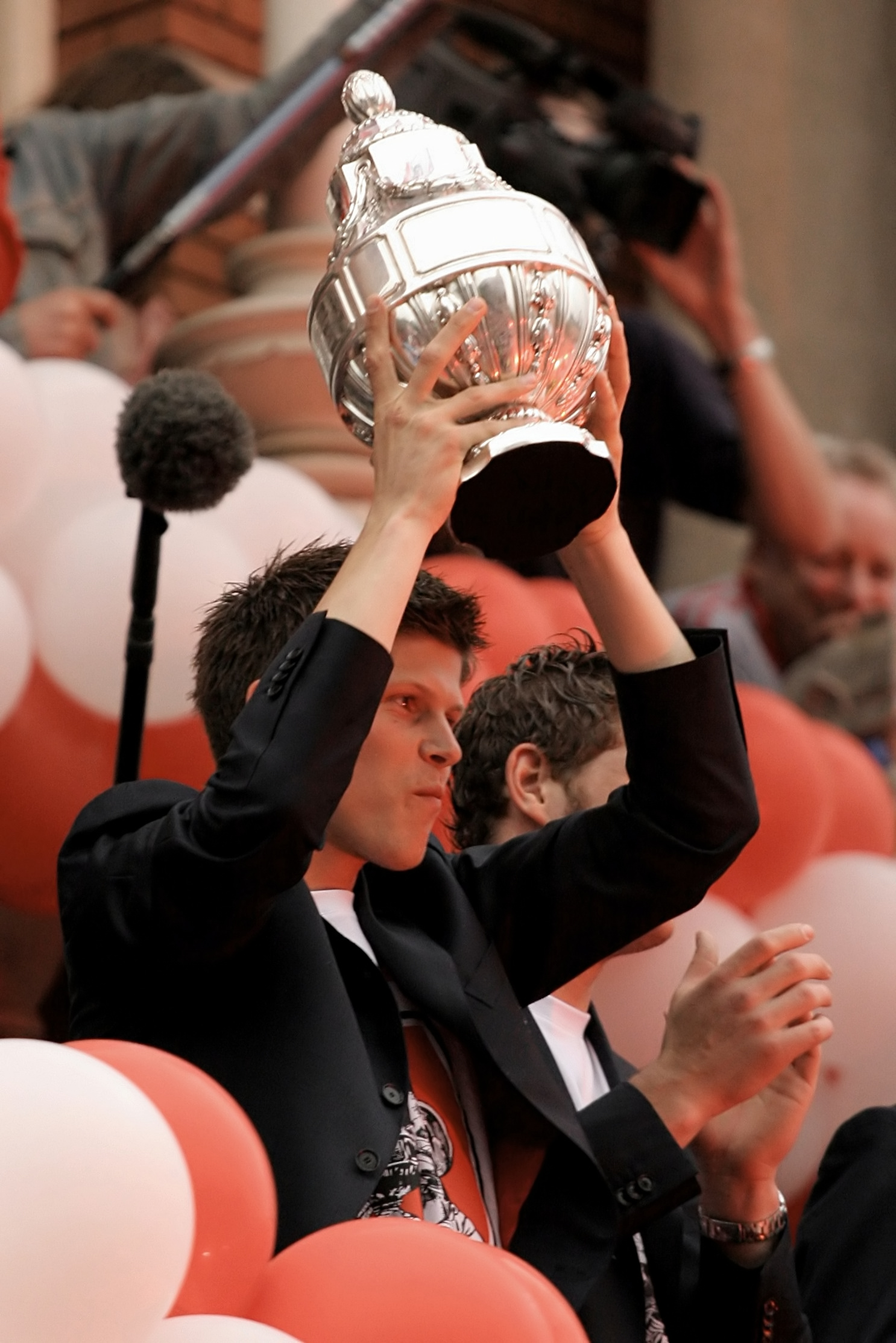
Huntelaar
mit dem KNVB-Pokal (2006)

- Niederländischer Meister: 2019, 2021
- Niederländischer Pokalsieger: 2006, 2007, 2019, 2021
- Niederländischer Supercupsieger: 2006, 2007
- Deutscher Pokalsieger: 2011
- Deutscher Supercupsieger: 2011

 Auszeichnungen und Rekorde 
- Torschützenkönig
  - Torschützenkönig der Eerste Divisie: 2004
  - Torschützenkönig der Eredivisie: 2006, 2008
  - Weltbester Erstligatorschütze: 2006[21]
  - Torschützenkönig der U-21-Europameisterschaft 2006
  - Torschützenkönig der Fußball-Bundesliga: 2011/12
  - Torschützenkönig der Qualifikation zur Fußball-Europameisterschaft 2012
- Auszeichnungen
  - Mitglied der VDV 11: 2011/12
  - Kicker-Stürmer des Jahres: 2012
  - Spieler des Jahres der Eerste Divisie: 2004
  - Talent des Jahres in der Eredivisie: 2006
  - Torschütze des Monats: Februar 2014[22]
- Rekorde
  - Erfolgreichster Torschütze in der Geschichte der niederländischen U-21-Nationalmannschaft

## Saisonstatistik
| Verein          | Liga             | Saison          | Liga   | Liga | Nat. Pokal | Nat. Pokal | Europapokal | Europapokal | Andere | Andere | Gesamt | Gesamt |
| Verein          | Liga             | Saison          | Spiele | Tore | Spiele     | Tore       | Spiele      | Tore        | Spiele | Tore   | Spiele | Tore   |
| --------------- | ---------------- | --------------- | ------ | ---- | ---------- | ---------- | ----------- | ----------- | ------ | ------ | ------ | ------ |
| PSV Eindhoven   | Eredivisie       | 2002/03         | 1      | 0    | -          | -          | -           | -           | -      | -      | 1      | 0      |
| Gesamt          | Gesamt           | Gesamt          | 1      | 0    | -          | -          | -           | -           | -      | -      | 1      | 0      |
| De Graafschap   | Eredivisie       | 2002/03         | 9      | 0    | 1          | 0          | -           | -           | -      | -      | 10     | 0      |
| Gesamt          | Gesamt           | Gesamt          | 9      | 0    | 1          | 0          | -           | -           | -      | -      | 10     | 0      |
| AGOVV Apeldoorn | Eerste Divisie   | 2003/04         | 35     | 26   | 2          | 1          | -           | -           | -      | -      | 37     | 27     |
| Gesamt          | Gesamt           | Gesamt          | 35     | 26   | 2          | 1          | -           | -           | -      | -      | 37     | 27     |
| SC Heerenveen   | Eredivisie       | 2004/05         | 31     | 16   | 1          | 0          | 7           | 3           | -      | -      | 39     | 19     |
| SC Heerenveen   | Eredivisie       | 2005/06         | 15     | 17   | 1          | 1          | 6           | 2           | -      | -      | 22     | 20     |
| Gesamt          | Gesamt           | Gesamt          | 46     | 33   | 2          | 1          | 13          | 5           | -      | -      | 61     | 39     |
| Ajax Amsterdam  | Eredivisie       | 2005/06         | 16     | 16   | 3          | 5          | 2           | 1           | 4      | 2      | 25     | 24     |
| Ajax Amsterdam  | Eredivisie       | 2006/07         | 32     | 21   | 6          | 4          | 9           | 9           | 4      | 2      | 51     | 36     |
| Ajax Amsterdam  | Eredivisie       | 2007/08         | 34     | 33   | 3          | 1          | 4           | 2           | 5      | 0      | 46     | 36     |
| Ajax Amsterdam  | Eredivisie       | 2008/09         | 10     | 6    | 1          | 1          | 4           | 2           | -      | -      | 15     | 9      |
| Gesamt          | Gesamt           | Gesamt          | 92     | 76   | 13         | 11         | 19          | 14          | 13     | 4      | 137    | 105    |
| Real Madrid     | Primera División | 2008/09         | 20     | 8    | -          | -          | -           | -           | -      | -      | 20     | 8      |
| Gesamt          | Gesamt           | Gesamt          | 20     | 8    | -          | -          | -           | -           | -      | -      | 20     | 8      |
| AC Mailand      | Serie A          | 2009/10         | 25     | 7    | 2          | 0          | 3           | 0           | -      | -      | 30     | 7      |
| Gesamt          | Gesamt           | Gesamt          | 25     | 7    | 2          | 0          | 3           | 0           | -      | -      | 30     | 7      |
| FC Schalke 04   | Bundesliga       | 2010/11         | 24     | 8    | 3          | 2          | 8           | 3           | -      | -      | 35     | 13     |
| FC Schalke 04   | Bundesliga       | 2011/12         | 32     | 29   | 3          | 5          | 12          | 14          | 1      | 0      | 48     | 48     |
| FC Schalke 04   | Bundesliga       | 2012/13         | 26     | 10   | 2          | 2          | 7           | 4           | -      | -      | 35     | 16     |
| FC Schalke 04   | Bundesliga       | 2013/14         | 18     | 12   | 1          | 1          | 2           | 1           | -      | -      | 21     | 14     |
| FC Schalke 04   | Bundesliga       | 2014/15         | 28     | 9    | 1          | 0          | 8           | 5           | -      | -      | 37     | 14     |
| FC Schalke 04   | Bundesliga       | 2015/16         | 31     | 12   | 2          | 1          | 7           | 3           | -      | -      | 40     | 16     |
| FC Schalke 04   | Bundesliga       | 2016/17         | 16     | 2    | 3          | 2          | 5           | 1           | -      | -      | 16     | 4      |
| Gesamt          | Gesamt           | Gesamt          | 184    | 84   | 15         | 13         | 49          | 31          | 1      | 0      | 232    | 125    |
| Ajax Amsterdam  | Eredivisie       | 2017/18         | 28     | 13   | 1          | 0          | 3           | 0           | -      | -      | 32     | 13     |
| Ajax Amsterdam  | Eredivisie       | 2018/19         | 28     | 16   | 4          | 3          | 11          | 4           | -      | -      | 43     | 23     |
| Ajax Amsterdam  | Eredivisie       | 2019/20         | 18     | 9    | 4          | 0          | 2           | 0           |        |        | 24     | 9      |
| Ajax Amsterdam  | Eredivisie       | 2020/21         | 11     | 7    | -          | -          | 3           | 0           | -      | -      | 14     | 7      |
| Gesamt          | Gesamt           | Gesamt          | 85     | 45   | 5          | 3          | 19          | 4           | -      | -      | 75     | 36     |
| FC Schalke 04   | Bundesliga       | 2020/21         | 9      | 2    | -          | -          | -           | -           | -      | -      | 9      | 2      |
| Gesamt          | Gesamt           | Gesamt          | 9      | 2    | -          | -          | -           | -           | -      | -      | 9      | 2      |
| Karriere Gesamt | Karriere Gesamt  | Karriere Gesamt | 506    | 281  | 40         | 29         | 103         | 54          | 14     | 4      | 663    | 368    |

Quellen: weltfussball.de (Stand: Saisonende 2020/21)

## Sonstiges
Huntelaar lebt mit seiner Lebensgefährtin, seinen Söhnen und seiner Tochter im niederländischen Angerlo.
Neben dem Fußball ist Huntelaar Fan des Dartsports.